# Fouad Boutros Twal

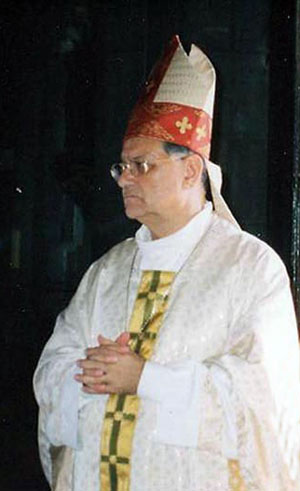
Fouad Twal, 2005

Fouad Boutros Twal (sinh 1940) là một thượng phụ người Jordan của Giáo hội Công giáo Rôma. Ông nguyên là thượng phụ của Tòa Jerusalem nghi lễ Latinh, Chủ tịch Hội đồng Giám mục Jordan, Chủ tịch Hội đồng liên hiệp các giáo hội Công giáo tại Đất Thánh, Chủ tịch Hội đồng Giám mục Bắc Phi và Chưởng ấn Kị sỹ Mộ Thánh Jerusalem.

## Tiểu sử
Thượng phụ Fouad Boutros Twal sinh ngày 23 tháng 10 năm 1940 tại Madaba, thuộc đất nước Jordan. Sau quá trình tu học dài hạn tại các cơ sở chủng viện theo quy địnhGiáo luật, ngày 29 tháng 6 năm 1966, Phó tế Twal, 26 tuổi, tiến tới việc được truyền chức linh mục.
Ngày 30 tháng 5 năm 1992, Tòa Thánh cho phổ biến quyết định của Giáo hoàng, tuyển chọn linh mục Fouad Boutros Twal vào hàng ngũ các Giám mục, cũ thể chọn lựa linh mục này làm giám mục Đại diện Tông Tòa Vùng Tunis. Tân giám mục được cử hành các nghi lễ tấn phong sau đó vào ngày 12 tháng 7 cùng năm, bởi ba giáo sĩ tham dự chính vào nghi thức là Thượng phụ Michel Sabbah, Thượng phụ Tòa Thượng phụ Jerusalem nghi lễ Latinh là chủ phong, hai vị phụ phong gồm có Tổng giám mục Edmond Y. Farhat, Tổng giám mục Quyền sứ thần Tòa Thánh tại Tusnia và Tổng giám mục Francesco Monterisi, Chánh Văn phòng Giáo triều Rôma. Tân giám mục quyết định chọn cho mình châm ngôn:Paratum cor meum. Sau đó ba năm, ngày 31 tháng 5 năm 1995, Tòa Thánh thăng cho giám mục Twal hàm Tổng giám mục, vùng Tunis ông cai quản đã được nâng lên thành Giáo phận Tunis. Từ năm 1999 đến năm 2005, ông còn đảm nhận thêm vai trò là Giám đốc mạng lưới Caritas Quốc tế.
Từ năm 2004 đến năm 2005, ông kiêm nhiệm thêm chức danh Chủ tịch Hội đồng Giám mục Bắc Phi. Ngày 8 tháng 9 năm 2005, Tòa Thánh thuyên chuyển Tổng giám mục Twal làm Tổng giám mục Phó Tòa Thượng phụ Jerusalem. Trong sứ vụ giám mục, ông cùng giám mục đoàn Jordan thực hiện chuyến viếng thăm Tòa Thánh Ad Limina vào tháng 1 năm 2008. Ông kế vị chức Thượng phụ ngày 21 tháng 6 năm 2008. Cũng bắt đầu từ đây, ông kiêm nhiệm thêm các vị trí Chủ tịch Hội đồng Giám mục Do Thái, Chủ tịch Hội đồng liên hiệp các giáo hội Công giáo tại Đất Thánh và Chưởng ấn Kị sỹ Mộ Thánh Jerusalem. Ngày 24 tháng 6 năm 2016, ông từ khỏi mọi chức danh vì lý do tuổi tác theo Giáo luật.